# Дунайский (Брянская область)
Дунайский — посёлок в Почепском районе Брянской области в составе Гущинского сельского поселения.

## География
Находится в центральной части Брянской области на расстоянии приблизительно 12 км на запад по прямой от районного центра города Почеп.

## История
Упоминается с 1930-х годов. На карте 1941 года отмечен как поселок Дунаевский с 25 дворами.

## Население
Численность населения: 26 человек (русские 100 %) в 2002 году, 18 в 2010.